# Bulbophyllum brachychilum
Bulbophyllum brachychilum là một loài phong lan thuộc chi Bulbophyllum.